# Hindy Iván (katonatiszt)
Vitéz kishindi Hindy Iván (Budapest, 1890. június 28. – Budapest, 1946. augusztus 29.) magyar tábornok a második világháború alatt, Budapest ostroma során a várost védő magyar csapatok főparancsnoka.

## Családja
Nemesi családból származott és felmenői a római katolikus vallást követték. Édesapja Hindy Géza dr. (1850-1895) MÁV-tisztviselő, édesanyja Ziska Ilona. Nagybátyja Hindy Árpád dr. (1843-1898) lapszerkesztő. Apai nagyszülei: Nehéz Júlia és Hindy Iván dr. (1800-1875) ügyvéd, táblabíró. Nagyapja testvéröccse: Hindy Mihály (1807-1870) római katolikus pap, Vácott latin és magyar nyelvtanár. Apai dédszülei: Hindy János kisbirtokos és Kovács Kata. Hindy Iván testvérbátyja Hindy Zoltán dr. (1880-1951) jogász és politikus.

## Katonai pályafutása
A kassai gyalogsági hadapródiskola elvégzése után 1909-ben avatták tisztjelöltté. Ekkor zászlós rendfokozatban a 32. Mária Terézia gyalogezredhez osztották be szolgálatra, ahol 1912-ben lett hadnagy. Ezredével az első világháborút végigharcolta. Tehetséges és bátor katona volt, akit érdemei elismeréseként 1915-ben főhadnaggyá, majd 1918-ban századossá léptettek elő. Az első világháborúban számos kitüntetést érdemelt ki, így a Signum Laudist háromszor adományozták részére, megkapta a Katonai Érdemkeresztet, a Vaskorona-rend III. osztályát, a Károly-csapatkeresztet, a Sebesülési Érmet, a magyar, az osztrák és a bolgár Háborús Emlékérmeket, valamint a német Marianus Rend Tisztikeresztjét.
A Tanácsköztársaság idején 1919. március 21.–augusztus 1. között megvált a hadseregtől. A kommunista bukást követően, 1920. március 1-jétől újra katonaként szolgált és 1929-ben őrnagy rendfokozatba lépett. 1933. november 1-jétől a Ludovika Akadémia tanára, itt lett 1934-ben alezredes. Egészen 1939-ig az akadémián a német nyelv és a belbiztonság tanára volt. 1939. május 1-jétől 1940. március 1-jéig a Honvéd Főparancsnokság fegyelmi és becsületügyi előadójaként tevékenykedett; 1939-ben léptették elő ezredessé. A második világháborús magyar hadműveleteknek tevékeny részese volt. 1942. november 1-jén, amikor kinevezték az 1. magyar hadsereghez, megkapta tábornoki előléptetését és a vezérőrnagyi rendfokozatot.
Horthy Miklós kiugrási kísérlete idején ő is be volt avatva a tervekbe, ezt kihasználva 1944. október 15-én, a kiugrási kísérlet napján, a nyilasokat támogatva letartóztatta saját parancsnokát, Aggteleky Béla altábornagyot. Jutalmul Szálasi Ferenc kinevezte a budapesti 1. hadtest parancsnokává. 1944. november 1-jén altábornagy lett, majd november 29-étől szervezte Budapest védelmét, miután az itt állomásozó magyar alakulatok élére főparancsnoki beosztásába nevezték ki.
Mikor a szovjet csapatok körülzárták Budapestet, Karl Pfeffer-Wildenbruch SS-Obergruppenführer parancsnoksága alatt lévő német erők mellett, az itt lévő magyar alakulatok alárendelt szerepet játszottak. 1945. január elején a magyar polgári ellenállók találkoztak Hindyvel és arra akarták rávenni, hogy nyisson rést valahol a frontvonalon azért, hogy a németektől kikényszeríthessék Pest feladását, és így megkíméljék a várost a háború borzalmaitól. Hindy válasza az volt: "Higgyék el nekem, uraim, helyzetemben egy német csicskás többet tud tenni, mint én!"
Mikor már tarthatatlanná vált helyzetük a városban, a védők 1945. február 11-én 20:00-tól megkíséreltek kitörni a városból. A kitöréshez Hindy, akit Szálasi időközben február 1-jén előléptetett vezérezredessé, személyesen állította össze a Szentháromság téren támadásra készülő harccsoportokat. Ez a kísérlet jószerével meghiúsult: a szovjet csapatok számítottak erre és a lehetséges kitörési irányok mélységébe csapatokat vezényeltek. A kitörés véresen összeomlott, maga Hindy is szovjet fogságba került 11-én az esti órákban, törzsével és feleségével együtt. 
A magyar hatóságok 1945. június 19-én lefokozták és a honvédség hivatásos állományából elbocsátották. Mindezek ellenére a szovjet hadbíróság vizsgálata után visszaadták neki a kardját, majd két orosz ezredes kíséretében 1946. február 16-án átadták a magyar hatóságoknak. A Népbíróság kötél általi halálra és teljes vagyonelkobzásra ítélte. Az 1946. augusztus 29-én megerősített halálos ítéletet követően bírái nem ajánlottak kegyelmet, és két óra múltán 15.00 órakor Hindyt kivégezték. Gosztonyi Péter szerint felakasztásának legfőbb oka az 1944. október 15-i Horthy-kiugrás elszabotálása volt.